# Rockopera
Rockoperának nevezik a rockzenei dalok és szövegek halmazát, melyek egy közös téma köré összpontosulnak, és sorrendjük alapján egy történetet írnak le. Rendszerint konceptuális lemezek formájában látnak napvilágot, a szövegkönyvük pedig nem színészek általi előadásra koncentrál, bár vannak köztük színpadra vitt művek is. Ez utóbbiak rock musical néven ismeretesek. A műfaj hasonló további műfajokat, például rap opera is megihletett.

## Történelem

### Kezdetek
Számos rockzenész jutott el az 1960-as években ahhoz az ötlethez, hogy rockoperát kellene írni. Elsőként 1966. július 4-én a torontói RPM magazine tett említést erről: „Bruce Cockburn és Mr Hawkins egy rockoperán dolgozik, amiben az összes tennivaló, hogy 'szóljon valamiről'“. Mark Wirtz egy projektjében fedezte fel a lehetőséget, az A teenage Opera egyik első dalát pedig Keith West felvette, és 1967-ben a felvétel felkerült a toplistákra.
  A lemez azonban 1996-ig nem lett felvéve, és színpadra végül csak 2017-ben került.
A The Atlantic újságírója, Colin Fleming a Nirvana együttes The Story of Simon Simopath albumáról „korai benyitás a rockopera zsánerbe” leírást adta. Neil Strauss a The New York Times zsurnalisztája szerint a Pretty Things S. F. Sorrow lemezét „általánosan az első rockoperának tekintik”.

### Az első rockoperák
A The Who együttes Tommy lemeze Scott Mervis (Pittsburgh Post-Gazette) szerint az első hivatalos rockopera. A lemez egy „süket, buta és világtalan fiú”, Tommy Walker története. A történet Tommy életét és családi kapcsolatait mutatja be. Habár Pete Townshend gitáros tagadja a kapcsolatot, a kritikusok elemezték az S. F. Sorrow hatásait az együttesre. A Tommy beszivárgott más médiumokra is, 1971-ben opera, 1972-ben nagyzenekari verzió, 1975-ben film, és 1992-ben Broadway musical készült belőle. A lemezből több, mint 20 millió példány kelt el, így bekerült a Grammy Hírességek Csarnokába. A mű hatással volt a The Fat Boys rap formáció On and On rap-operájára, és a Green Day punkrock-operájára, az American Idiot-ra. A The Who már korábban is foglalkozott az ötlettel, ebből született meg az A Quick One, While He's Away hattételes alkotás.
Az első kereskedelmileg és a Broadwayen is sikeres rockopera az Andrew Lloyd Webber és Tim Rice által írt Jézus Krisztus Szupersztár (musical) volt. Webber visszaemlékezése alapján „ez egy rock lemez eleve, és azért készült, hogy a történetet zenében mondja el az első pillanattól”.
A Rocky Horror Picture Show-t Richard O'Brian rendezte, hogy tisztelegjen a 30-as és 40-es évek B-kategóriás tudományos-fantasztikus és horrorfilmjei előtt. A történet szerint egy frissen megházasodott párt egy vihar az őrült transzvesztita tudós, Dr. Frank-N-Furter házában marasztal. Ő egy mesterségesen létrehozott, felnőtt, Frankensteini szörnyeteget, Rockyt rejteget. Az előadást Jim Sharman rendezte, és elsőként a Royal Court Hallban adták elő 1973. június 19.-én. Az 1980. szeptember 13-i befejezés előtt London számos más pontján is bemutatták, valamint megnyerte az 1973-as Evening Standard színházi díjat is a Legjobb Musical kategóriában. Összesen 2960 előadást ért meg.
Az elmúlt időszakban minden kontinensen előadták, ezen túl eljutott a Broadway-re és a West Endre is, valamint nyolc Egyesült Királyságbeli turnéra. A Dr. Frank-N-Furtert játszó Tim Curry a szereppel részben eggyé vált. Ebben szerepe volt annak is, hogy az 1975-ös mozifilmben is eljátszotta a szerepet, mellette O'Brian volt Riff-Raff. Ez a film a leghosszabban futó előadás csúcsát is tartja a filmtörténelemben, emellett a legismertebb kultuszfilmmé is vált. 2016-ban készült egy televíziós változat is Rocky Horror Picture Show: Let's Do the Time Warp Again címmel.
Oroszország első rockoperája az Orfeusz és Euridiké volt, amit az akkori újságok zong-operának (Зонг-опера) neveztek, habár a rockopera kifejezés már ismert volt.

### További neves alkotások
1975. november 21.-én jelent meg a Queen együttes A Night at the Opera albuma, amit a maga idejében a valaha felvett legdrágább lemeznek tartottak. Az együttes egy összetett alkotást dolgozott ki, ami erősen támaszkodott a többsávos felvételekre és a szerteágazó műfaji hatásokra, amik a progresszív rockot, a balladákat, hard rockot és dixieland zenéket is magába foglalták. Ennek megfelelően a hangszerek is jóval változatosabbak, mint amiket egyébként használtak, és ami így jól illeszkedik a lemez operai előadásmódjához. A leghíresebb dal a Bohemian Rhapsody, amit az énekes Freddie Mercury „mock operának“ nevezett, mivel három különböző dalból állt össze. A dal az operai elemek paródiája, bombasztikus kórusok, szarkasztikus ismétlések és zavaros olasz betétek együttese. Szövegében megidézi Scaramouche-t, a fandango táncot, Galileit és Belzebúbot, közben többször felhangzik a „Biszmillah“ kiáltás.
A mostanra több, mint 50 millió eladott példánnyal rendelkező Bat out of Hell lemez minden idők legsikeresebb alkotása, ennek szerzője Meat Loaf. Az Amerikai Hanglemezgyártók Szövetsége szerint tizennégyszeres platinalemez, és 2019. júniusi állapot szerint már 522 hete fent van az angol lemezlistán, ezzel a második helyet érte el a leghosszabb ideje sikeres lemezek listáján. A Rolling Stone magazin a 343. helyre sorolta az 500 legjobb lemezt felsoroló listáján. A lemez alapján született Jay Shceib tollából egy musical is, amit először 2017-ben mutattak be a manchesteri operaházban. A lemez műfajára Jim Steinman producer a „wagneri rock“ megnevezést használja, megidézvén Richard Wagner szellemét.
Feltehetően a legismertebb és legalapvetőbb rockopera a The Wall a Pink Floyd-tól. Ezen egy Pink nevű személy az őt ért traumatikus életesemények okozta őrület ellen emocionális falakat épít. A lemezt a Rolling Stones magazin többször is szerepeltette a Minden idők legjobb lemezei listáin. Az album hangmérnöke Grammy-díjat kapott a legjobb nem klasszikus felvétel kategóriában, magát a művet pedig az év legjobb lemeze kategóriában nevezték.  1982-ben film készült belőle Pink Floyd: A fal címmel. A lemezt többször is előadták: először az 1980-81-es turnén, majd 1990-ben Roger Waters a berlini fal lebontásakor, végül ugyanő a 2010-13-as világ körüli turnéján. Ez utóbbi egyben a legnagyobb bevételű koncertsorozat is, melyet szóló előadó tartott. A Fal és a Queen lemeze inspirálta a My Chemical Romance együttest a 2006-os The Black Parade rockopera megírására.
A Dream Theater együttes 1999-es lemeze, a Metropolis Pt2: Scenes from a Memory szintén rockoperának tartja a szakma. Ezen egy Nicholas nevű ember történetét ismerhetjük meg, akit felvillanó emlékképei arra ösztönöznek, hogy hipnózis alá vesse magát. Ennek során kiderül, hogy korábbi életében egy Victoria nevű lány volt, akit egy erőszakba fulladó szerelmi ügy miatt gyilkoltak meg.
Abbéli igyekezetükben, hogy új közönséget érjenek el, egyes operatársulatok beengedtek pop és rockzenei hatásokat is. Az így létrejött magas és alsóbb művészetek keveréke változatos sikereket ért el.

## Stílus

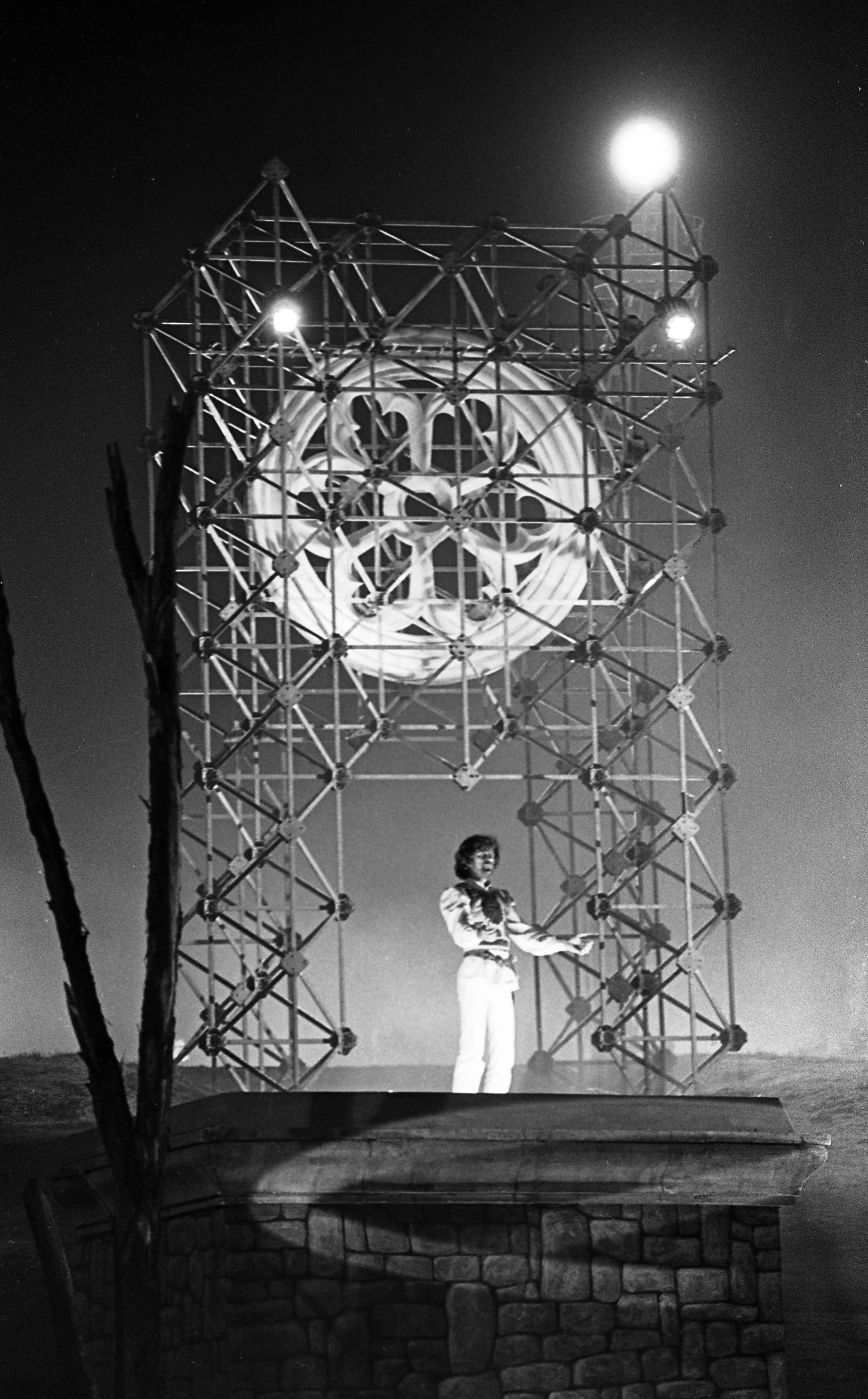
Pelsőczy László az István, a király előadásán, a Szegedi Szabadtéri Játékokon.

Fleming szerint a rockoperák inkább egyfajta kantátátk vagy szvitek, mivel nem előadott alkotások. Andrew Clements, a The Guardian munkatársa szerint is a rockopera egy felemás jelzővel ellátott musical, amit a dalszövegek mozgatnak, az operákkal ellentétben. Pete Townshend, a rockoperákat illetően megfogalmazott vádakra, miszerint a stílus nagyképű és túlzó, reagálva megjegyezte, hogy a popzene eredendően egyszerű forma. Szerinte a popzene célja a közönség elérése, és ebben a stílus egy újabb lehetőséget mutat fel. Peter Kiesewalter ugyanakkor a rock és az opera műfajok összehasonlításakor azokat „túlhajott, hatalmas látványosság“-nak tartotta. Ő eredetileg nem rajongott az operákért, szerinte a két stílus nem elegyíthető, de maga is meglepődött, hogy a rockzenével modernizált operák milyen sikeresek lettek az East Village Opera Company előadásaiban.
A művek bemutatása a Broadway-n szintén vitatott pont. A The New York Timesban Anne Midgette azt írta, hogy ezek musicalek „éppen csak billentyűzettel és dobbal“.
A rockoperák a konceptalbumokhoz hasonlóan egy adott téma köré szerveződnek, de sokszor van egy központi szereplőjük, akinek a sorsát követik nyomon. A Tommy például a főszereplő élettapasztalatait és családi kapcsolatait írja le, a Pink Floyd együttes a The Wall (A Fal) című lemezén Pink metaforikus falat épít, a The Chemical Romance pedig a The Patient-nek nevezett szereplő rákkal való küzdelmét meséli el a The Black Parade albumon.

## Művek
- István, a király
- Abigail[* 5]
- Tommy (The Who-album)

## Fordítás
Ez a szócikk részben vagy egészben  a   Rock Opera című angol Wikipédia-szócikk ezen változatának fordításán alapul.  Az eredeti cikk szerkesztőit annak laptörténete sorolja fel. Ez a jelzés csupán a megfogalmazás eredetét és a szerzői jogokat jelzi, nem szolgál a cikkben szereplő információk forrásmegjelöléseként.